# Bulbophyllum chikukwa
Bulbophyllum chikukwa är en orkidéart som beskrevs av Fibeck och Mavi. Bulbophyllum chikukwa ingår i släktet Bulbophyllum och familjen orkidéer.
Artens utbredningsområde är Zimbabwe. Inga underarter finns listade i Catalogue of Life.